# 대한민국 형법 제311조
대한민국 형법 제311조는 모욕죄에 대한 형법각칙의 조문이다.
아래 조문은 욕을 하고 도망쳤을 때에 해당한다.

## 조문
제311조(모욕) 공연히 사람을 모욕한 자는 1년 이하의 징역이나 금고 또는 200만원 이하의 벌금에 처한다. <개정 1995.12.29>

 第311條(侮辱) 公然히 사람을 侮辱한 者는 1年 以下의 懲役이나 禁錮 또는 200萬원 以下의 罰金에 處한다. <改正 1995.12.29.>

## 참고 문헌
- 김재윤(학원인), 손동권 저, 새로운 형법각론, 율곡출판사, 2013. ISBN 9788997428342

## 같이 보기
- 대한민국 형법 제308조
- 명예훼손
- 욕설